# ترو-برو ليون 2018
ترو-برو ليون 2018 (بالفرنسية: Tro Bro Leon 2018)‏ هو سباق دراجات هوائية، وهو الموسم رقم 35 من السباق، وأقيم في 15 أبريل 2018، وامتدّ لمسافة 203.2 كيلومتر، وهو أحد سباقات طواف أوروبا للدراجات 2018، وهو من نوع سباق يوم واحد، وقد شارك في السباق 122 متسابقاً ووصل إلى نهايته 58 متسابقاً.
فاز فيه بالمركز الأول كريستوف لابورت، وبالمركز الثاني داميان جودين، وبالمركز الثالث Jelle Mannaerts ‏.

## الفرق
| فرق عالمية (2)- AG2R La Mondiale - Groupama-FDJ فرق قارية محترفة (11)- Direct Énergie - ديلكو ‏ - Cofidis, Solutions Crédits - Fortuneo-Samsic - فيتال كونسبت 2018 ‏ - Israel Cycling Academy - يوسكادي مورياس 2018 ‏ - Vérandas Willems-Crelan ‏ - سبورت فلاندرين بالويس 2018 ‏ - Wanty-Groupe Gobert - UnitedHealthcare Pro Cycling (men's team) ‏ فرق قارية (6)- إتش بي بي تي بي – أوبير 93 ‏ - Van Rysel–Roubaix ‏ - Joker Fuel of Norway ‏ - Team Metalced ‏ - سوبرانو هام ايزوريكس 2018 ‏ - أوسكالتيل أوسكادي ‏ |  |
| |  |

## التصنيف العام النهائي
| التصنيف العام | التصنيف العام      | التصنيف العام | التصنيف العام                | التصنيف العام     |        |
| الدراج        | الدراج             | البلد         | الفريق                       | الوقت             | السرعة |
| ------------- | ------------------ | ------------- | ---------------------------- | ----------------- | ------ |
| 1.            | كريستوف لابورت     | فرنسا         | كوفيديس                      | 5 س 12 دقيقة 07 ث |        |
| 2.            | داميان جودين       | فرنسا         | Direct Énergie               | + 4 ث             |        |
| 3.            | Jelle Mannaerts ‏   | بلجيكا        | Tarteletto-Isorex            | + 16 ث            |        |
| 4.            | هوغو هوفستيتر      | فرنسا         | كوفيديس                      | + 16 ث            |        |
| 5.            | راسموس تيلر        | النرويج       | Joker Icopal                 | + 16 ث            |        |
| 6.            | أوليفييه لو جاك    | فرنسا         | Groupama-FDJ                 | + 16 ث            |        |
| 7.            | Mikel Aristi ‏      | إسبانيا       | Euskadi-Murias               | + 16 ث            |        |
| 8.            | Jonas Rickaert ‏    | بلجيكا        | Sport Vlaanderen-Baloise     | + 16 ث            |        |
| 9.            | ماورو فينيتو       | إيطاليا       | Delko-Marseille Provence-KTM | + 16 ث            |        |
| 10.           | Stijn Vandenbergh ‏ | بلجيكا        | أيه إل أم                    | + 16 ث            |        |

## وصلات خارجية
- الموقع الرسمي
- لمحة عن سباق ترو-برو ليون 2018 على موقع  ProCyclingStats   (برو  سايكلنج  ستاتس) - إحصاءات  محترفي  الدراجات.

- ترو-برو ليون 2018 على موقع إحصائيات الدراجات الإحترافية (الإنجليزية)